# Kate MccGwire
Kate MccGwire, née en 1964 à Norwich dans le Norfolk, est une sculptrice britannique spécialisée dans le travail des plumes. Elle étudie l'Université métropolitaine de Manchester, au Surrey Institute of Art & Design, à l'University College de Londres et au Royal College of Art.

## Pratique artistique
Le principal medium de Kate MccGwire est la plume. Elle passe d'abord par un processus intensif de collecte, de tri et de nettoyage de ses matériaux pour créer des formes musclées et tordues qui rappellent la sculpture classique et des créatures mythologique. Ses sculptures explorent les dualités de l’esthétique, en étant simultanément séduisantes et repoussantes ; de la forme, en étant simultanément organique et abstraite ; et du mouvement, en paraissant fluide tout en étant statique.
Inspirée par les vitrines des musées d'histoire naturelle et de taxidermie, Kate MccGwire met en scène ses sculptures à la manière des cabinets de curiosité. Ces animaux qui n'en sont pas, le spectateur cherche vainement à identifier le volatile représenté, avant de se rendre compte qu'il ne s'agit que d'une forme organique dépourvue de membres, et n'ayant de naturel et de figuratif que leur parure plumassière. Pour réaliser ses créations, Kate MccGwire recueille patiemment des plumes de pigeon, canard, colombe ou corneille, avant de les teinter et de les assembler sur des structures préalablement sculptées.

## Monographies
- Kate MccGwire, Anomie Publishing, Londres, 2021[4]
- Lure, All Visual Arts, Londres, 2013

## Collections
- Saatchi Collection
- Musée de la Chasse et de la Nature, Paris
- Thomas Olbricht collection
- Reydan Weiss Collection
- Shenghua Art Centre, Nanjing, Chine
- University College for the Creative Arts
- Art Omi collection
- Hampshire County Council collection